# تاراگونا
تاراگُنا شهری در جنوب کاتالُنیا در شمال‌شرقی اسپانیا است. این شهر مرکز استان تاراگُنا نیز هست. در ۲۰۰۳ جمعیت شهر ۱۲۱۰۷۶ نفر و با حومه ۳۴۸۹۲۱ نفر بوده‌است.

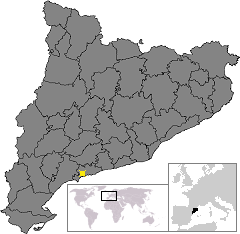

## مهمترین دیدنی‌ها
خرابه‌های رومی برجا مانده در شهر تاراگونا یکی از میراث جهانی یونسکو محسوب می‌شود. 
از جمله بناهای مذهبی این شهر عبارتند از:
- کلیسای تاراگونا متعلق به قرن دوازدهم میلادی
- راهبه‌خانه سانتا ترزا